# Brayan Cortés
Brayan Josué Cortés Fernández (* 11. März 1995 in Iquique) ist ein chilenischer Fußballspieler. Der Torwart spielt seit Oktober 2018 in der Nationalmannschaft und nahm an der Copa América 2019 als Ersatztorwart teil.

## Karriere

### Verein
Brayan Cortés begann seine Karriere mit fünf Jahren und wechselte im Alter von 14 in die Jugend des Deportes Iquique. Sein Debüt in der Liga gab der 1,85 m große Torwart am 30. März 2014 im Spiel gegen Deportivo Ñublense, das Iquique mit 0:3 verlor. Er wurde eingesetzt, wenn Stammtorwart Rodrigo Naranjo verletzt war. So kam er in seiner ersten Saison auf zwei Ligaspiele sowie ein Spiel in der Copa Chile, die Deportes Iquique gewinnen konnte. In der Folgesaison startete Naranjo mit einer Verletzung, so dass Cortés auf fünf Einsätze in Folge kam und durch seine guten Leistungen bis zu vollen Genesung des Stammtorwarts zwischen den Pfosten blieb.
Seit Januar 2018 spielt Cortés für den Hauptstadtklub CSD Colo-Colo, wo er Stammspieler wurde. Im Juli 2022 verlängerte Brayan Cortés seinen zum Jahresende auslaufenden Vertrag bis Ende 2025. 2022 wurde Cortés erstmals chilenischer Meister.

### Nationalmannschaft
Brayan Cortés spielte bei der U-20-Fußball-Südamerikameisterschaft 2013 in Argentinien beim 3:2-Erfolg gegen Paraguay. Er wurde zum Spieler des Spiels gekürt. Chile wurde Turniervierter und qualifizierte sich somit für die U-20-Fußball-Weltmeisterschaft 2013 in der Türkei. Dort war Cortés im Kader, wurde aber nicht eingesetzt.
Sein Länderspieldebüt für die A-Nationalmannschaft gab Cortés im Oktober 2018, als er im Freundschaftsspiel gegen Mexiko eingesetzt wurde. Er absolvierte neben weiteren Freundschaftsspielen auch vier Qualifikationsspiele für die Fußball-Weltmeisterschaft 2022 in Katar, für die sich Chile aber nicht qualifizieren konnte. Bei der Copa América 2019 in Brasilien stand Cortés im Kader, kam aber hinter Gabriel Arias nicht zum Einsatz.

## Erfolge
CSD Colo-Colo
- Chilenischer Meister: 2022
- Chilenischer Pokalsieger: 2019, 2021
- Supercopa de Chile: 2018, 2022

Deportes Iquique
- Chilenischer Pokalsieger: 2013/14